# ایمنی هسته‌ای

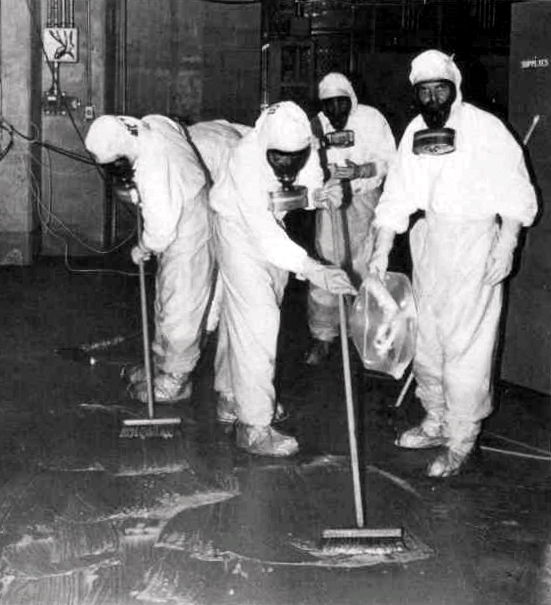
خدمه پاکسازی که بعد از حادثه تری مایل آیلند برای حذف کردن آلایش هسته‌ای کار می کنند.

ایمنی هسته‌ای: دستیابی به شرایط عملیاتی مناسب، پیشگیری از حوادث یا کاهش عواقب سوانح که موجب حفاظت از کارکنان، مردم و محیط زیست در برابر خطرات ناروای ناشی از اشعه است. 